# Învățare
Învățarea este un proces psihofiziologic care determină o schimbare în comportament și cunoaștere. Nu orice schimbare este expresia învățării. Numai schimbările selective, permanente și orientate într-o direcție determinată pot fi considerate schimbări ale învățării. Se exclud din rândul acestor schimbări cele determinate de instincte, de maturizare, de oboseală, de acțiunea unor substanțe (droguri). Învățarea nu este un proces exclusiv uman, el fiind prezent și în lumea animală. Învățarea este strâns corelată cu factorul inteligență.
Învățarea este un proces care generează performanță, dar nu orice performanță este un rezultat al învățării și nu orice învățare va avea ca rezultat o performanță observabilă.
Învățarea nu trebuie confundată cu maturizarea, manifestările instinctuale, actele reflexe, dar ea nu poate totuși fi separată de acești factori. Învățarea este un proces complex care antrenează întreaga personalitate, zestrea genetică a acesteia, nivelul proceselor intelectuale, motivația. Ea implică interacțiunea factorilor cognitivi și noncognitivi.
La om învățarea se realizează în familie, în grupurile de prieteni, în instituții de învățământ. Învățarea școlară are un caracter sistematic, este condusă de persoane specializate și se face conform unor idealuri și scopuri educative.

## Condițiile interne și externe ale învățării
- Interne – psihice (activitatea psihică: intelectul, afectivitatea, reglativitatea; personalitatea: temperamentul, aptitudinile, caracterul) și fizice (starea de odihnă/oboseală, starea de sănătate/boală, caracteristici funcționale ale analizatorilor etc).
- Externe – caracteristici ale mediului ambiant (temperatură, lumină, zgomot, organizarea spațiului), familia, profesorul, aspecte ale organizării procesului de învățare (orar, programe, scopuri, obiective), grupul școlar, contextul social.

## Tipuri de învățare
Se disting mai multe criterii pentru deosebirea formelor de învățare:
După scop: senzoriomotorie și cognitivă 
1. Învățarea senzoriomotorie – se referă la învățarea deprinderilor senzoriomotorii. Deprinderea reprezintă un lanț de operații automatizate și prescurtate prin exercițiu. Ea este întotdeauna rezultatul învățării. Presupune economie de efort și rapiditate deoarece operațiile sunt prescurtate prin exercițiu și pentru că nu se realizează pe deplin conștient. 
Deprinderile sunt situate la toate nivelurile psihicului: senzorial (deprinderi senzoriale), deprinderi de gândire, deprinderi intelectuale (de socotit, de numărat), deprinderi psihomotorii (de scriere, de citire), deprinderi practice (de mânuire a unor unelte și instrumente, de realizare a unor exerciții fizice).
Deprinderea poate deveni obișnuință prin asocierea cu o trebuință funcțională (de exemplu obișnuința de-a spăla dinții).  
Fazele procesului de însușire a deprinderilor motorii: 
- Faza familiarizării cu modelul extern. Trebuie asociată cu explicații verbale prin care se evidențiază derularea operațiilor. Acum se obțin informații asupra acțiunii, asupra obiectelor legate de ea și asupra mijloacelor cu care se va realiza acțiunea.
- Faza analitică: se disecă elementele acțiunii și se studiază fiecare element în parte.
- Faza sintetică: se conturează ansamblul acțiunii. Acum se unifică fazele deprinderii și se realizează toate fazele în înlănțuirea lor firească.
- Faza întăririi și automatizării acțiunii respective: prin exercițiu.

Orice deprindere poate fi socotită ca un efect al învățării. Însușirea și automatizarea unei acțiuni se face prin exercițiu.
În timpul învățării deprinderilor pot apărea fenomene ca: 
- transferul (vechea deprindere constituie un suport sau model pentru elaborarea unei noi deprinderi)
- interferența (deprinderea consolidată incorect devine un factor perturbator față de deprinderea în curs de elaborare).

După modul de prezentare a informațiilor:
2. Învățarea prin receptare: este un tip de învățare școlară în care un conținut informațional i se prezintă elevului în forma lui finală. 
Etapele  procesului de însușire a cunoștințelor prin receptare:
- Etapa perceptivă
- Etapa înțelegerii: se poate realiza dacă materialul este organizat logic și cel care învață are informații, idei relevante la care să raporteze materialul; în plus este necesar ca cel care învață să aibă intenția de-a raporta noile idei la ideile pe care le are
- Etapa fixării
- Etapa reactualizării
- Etapa aprofundării (prin exerciții).

3. Învățarea prin descoperire – este un alt tip al învățării școlare. Materialul de învățat nu este prezentat într-o formă finală elevului, ci urmează să fie descoperit, ca urmare a unei activități mintale și apoi inclus în schema sa cognitivă.
Elevul este pus în situația de-a reorganiza datele de care dispune pentru a obține el însuși o nouă generalizare sau o nouă informație. Învățarea prin descoperire este implicată în formarea conceptelor, formularea generalizărilor, rezolvarea de probleme și creativitate.
Condiția necesară este ca situația de învățare să fie bine structurată și adaptată particularităților de vârstă ale celui care învață, cât și conținutului disciplinei de învățământ.
După integrarea în structura cognitivă individuală:
4. Învățarea logică: se realizează atunci când achiziția finală a procesului de învățare poate fi articulată și inclusă în structura cognitivă a subiectului, poate fi corelată cu ceea ce subiectul știa dinainte, dându-i acestei achiziții un sens. Achiziția devine verigă sau componentă într-un lanț mai complex.
5. Învățarea mecanică: achiziția finală este predominant memorată, fără să fie articulată cu cunoștințele anterioare.
6. Învățarea creatoare: se întâlnește în toate situațiile care se subsumează strategiei generale a rezolvării de probleme. Ea presupune descoperirea unor soluții originale pentru rezolvarea situațiilor problematice.

## Teorii ale învățării
1. Teoria condiționării clasice: se bazează pe cercetările lui Pavlov. Învățarea se produce prin asocierea repetată a stimulului indiferent cu cel condiționat, astfel achiziționându-se o reacție condiționată la stimulii care erau inițial indiferenți. Pavlov a asociat semnalul soneriei (stimul indiferent) cu hrana (stimulul condiționat). După mai multe asocieri, câinele saliva în momentul în care auzea soneria. Deci, soneria a devenit și ea stimul condiționat. Pavlov a făcut experimentele bazându-se pe animale. Transferul acestor informații la oameni nu corespunde total realității. 
Teoria lui Pavlov a dat naștere ideii că noi învățăm multe reacții prin asociere. Dacă există deja un răspuns la un anumit stimul, asocierea unui alt stimul primului face ca reacția să apară și pentru al doilea stimul. Și oamenii și animalele învață mult prin asociere. De exemplu, la școală, prevenirea apariției unor reacții emoționale negative față de anumite situații se face prin asocierea acestor situații cu stimuli pozitivi pe care îi oferă experiența școlară. 
2. Teoria întăririi operante: inițiatorii ei au fost E. Thorndike și F. Skinner. Thorndike susține că învățarea unei reacții se produce numai dacă reacția, după ce s-a produs deja, este urmată de întărire. El formulează "legea efectului": orice act care produce un efect de satisfacție într-o situație dată, tinde să se repete într-o altă situație. Dacă conexiunea stimul-răspuns este urmată de succes sau satisfacție, forța ei crește (legea efectului pozitiv); dacă este urmată de insuces sau insatisfacție, forța ei scade (legea efectului negativ). Thorndike susține că o mare parte din acțiunile celui care învață sunt acțiuni deliberate, iar condiționarea operantă este procesul învățării care implică asemenea acțiuni. Pentru acest autor învățarea presupune o succesiune de încercări și erori, fixându-se acele reacții care conduc la succes și renunțându-se la acelea urmate de insucces. 
Skinner considera că, pentru om, comportamentul este prin esența sa un aliaj între două seturi de influență ale mediului, unele care-l preced (antecedentele), altele care îl urmează (consecințele). După acest autor, condiționarea operantă implică controlul consecințelor comportamentului. La temelia învățării se află tot mecanismul întăririi, conceput ca orice modalitate care sporește probabilitatea ca reacția precedentă să mai apară și în viitor. Mijloacele principale prin care se pot controla consecințele comportamentului sunt recompensa și pedeapsa. Recompensa sporește randamentul învățării, pe când pedeapsa diminuează sau suprimă comportamentul.
3. Teoria învățării intuitive: este o aplicare în domeniul învățării a teoriei Gestaltului. Potrivit acestei teorii, învățarea constă în restructurarea bruscă a câmpului de experiențe, descoperind astfel răspunsul la o situație problemă. Învățarea se produce printr-o intuiție sau insight, care este un fel de iluminare intelectuală ce se produce în mod brusc.
4. Teoria imitației se înscrie într-o teorie mai largă, cea a învățării sociale, concept introdus de Miller și Dollard. Tendința spre imitație este proprie ființei umane. Învățarea prin imitație presupune: atenție, fixare, realizare (reproducere), motivare sau recompensă. Modelul care prezintă atractivitate, admirație și respect, solicită atenție din partea celui care îl percepe. Imitarea modelului presupune reprezentarea și memorarea lui. Urmează în mod firesc, reproducerea modelului în comportament. Odată transpus în comportament, va fi întărit și recompensat. 
5. Teoria acțiunii mintale (Galperin): explică cum iau naștere acțiunile mintale. Ele se construiesc prin interiorizarea acțiunilor materiale.
6. Teoria psihogenezei (Jean Piaget): se concentrează asupra genezei și dezvoltării gândirii. Motorul dezvoltării ontogenetice a gândirii umane îl reprezintă dinamica a două procese: asimilarea (recepționarea datelor realității, inițial la niște scheme ereditare, iar apoi la niște scheme dobândite) și acomodarea (restructurările ce se produc în interiorul schemelor de asimilare). 
7. Teorii umaniste (C. Rogers). Teoria lui Rogers are mai multe principii:
- omul are o potențialitate naturală de a învăța
- învățarea cu sens este una relevantă în raport cu nevoile și scopurile elevului
- învățarea care implică o schimbare în organizarea eului întâmpină rezistențe, deoarece este percepută ca o amenințare pentru individ
- când constrângerile externe (note, evaluări) sunt minime, se învață mai ușor
- testarea obiectivă a rezultatelor trebuie făcută fără lezarea imaginii de sine
- învățarea cu sens se produce mai ușor atunci când elevul face ceva și când participă activ la procesul de învățare
- cea mai bună învățare este cea concepută din proprie inițiativă
- independența și creativitatea se manifestă atunci când evaluarea făcută de ceilalți trece pe plan secund
- este foarte importantă autoorganizarea în procesul învățării.

8. Teoria învățării prin experiență (Kolb): orice experiență în care omul se implică este un prilej de învățare.
Învățarea este deci activitatea psihică prin care se dobândesc și se sedimentează noi cunoștințe și comportamente, prin care se formează și se dezvoltă personalitatea umană.

## Aptitudini necesare învățării școlare
Pentru funcționarea sistemului educațional școlar preuniversitar sunt necesare anumite aptitudini pentru elevi și pentru pedagogii implicați în procesul de instruire: aptitudinea școlară și cea pedagogică.

### Aptitudinea școlară
Activitatea școlară este una cu un conținut complex (matematic, gramatical, logic, științific, artistico-literar, sportiv, etc.). Elevilor li se cere efectuarea unor operații și acțiuni diversificate (memorarea unor poezii sau formule matematice sau chimice, analiza gramaticală sau literară a unor texte, rezolvarea unor probleme de raționament numeric sau nonnumeric, alcătuirea unor texte eseu, activități practice în laboratoare și ateliere, etc.).
Aptitudinea școlară exprimă gradul de adaptare al elevilor la cerințele activității școlare.  Performanța școlară este dependentă într-o mare măsură de natura trăsăturilor de personalitate ale elevilor (factorii afectiv-motivaționali și atitudinali). Elevii se orientează și preferă în special acele obiecte de învățământ care le sunt mai accesibile posibilităților individuale și la care sunt și ajutați efectiv să reușească.
Aptitudinea școlară reunește aptitudini pe care învățământul școlar dorește a le forma elevilor (matematică, științifică  , tehnică , filosofică, artistico-literară, etc.)
Aptitudinea matematică a intrat în preocupările psihologiei de la începutul secolului al XX-lea, pornind de la distribuția inegală a abilităților de desfășurare a unei activități matematice de nivel mediu spre avansat în masa populației umane. Toți oamenii au abilitatea de a opera cu valori și relații numerice, geometrice și simbolice însă nu toți au o înaltă specificitate a gândirii pe linia operării spațiale, numerice și relațional-simbolice. Formarea abilităților necesare aptitudinii matematice are loc prin expunere activă la activitatea cu numere, forme spațiale din realitatea înconjurătoare. Exersarea determină obținerea unui grad de specificitate prin trecerea de la operațiile de seriere, ordonare, grupare cu obiecte concrete la operații cu numere, simboluri și figuri geometrice, apoi la operații aritmetice și îmbinări geometrice elementare și mai departe la operații și relații algebrice, geometrice și trigonometrice și enunțarea și demonstrarea unor teoreme utilizând axiome, definiții și alte teoreme.
Aptitudinea matematică se caracterizează prin capacitatea perceperii informației matematice și a relațiilor dintre date, efectuarea operațiilor inverse, etc.
Aptitudinea matematică se structurează, stabilizează și manifestă începând de la vârsta școlară mijlocie. Autentica eficiență se probează la vârsta școlară mare. 
Aptitudinea matematică este înglobată într-o anumită măsură în aptitudinea tehnică și cea științifică.

### Aptitudinea pedagogică
Aptitudinea pedagogică se subdivide în aptitudine didactică și aptitudine educativă.
Procedeele și strategiile instructive folosite de profesori influențează formarea structurilor operaționale ale intelectului elevilor. 
Ușurința învățării este înlesnită de dezvoltarea superioară a operațiilor mentale. Acestea sunt antrenate prin rezolvarea de probleme cu diferite grade de dificultate. Problemele mai complexe necesită o abordare euristică, prin explorarea unor ipoteze formulate prin punerea unor întrebări chiar de elevi în procesul căutării soluției. Datoria profesorului este de a orienta și stimula elevii în aceste acțiuni. Trăsăturile de personalitate ale pedagogilor condiționează măiestria pedagogică și succesul în activitatea educativă.